# توماس إي. ساندرز
توماس إي. ساندرز (بالإنجليزية: Thomas E. Sanders)‏ هو مخرج فني أمريكي، ولد في 1953 في لوس أنجلوس في الولايات المتحدة، وتوفي في 6 يوليو 2017 بسبب سرطان.

## وصلات خارجية
- الموقع الرسمي
- توماس إي. ساندرز على موقع IMDb (الإنجليزية)
- توماس إي. ساندرز على موقع قاعدة بيانات الفيلم (الإنجليزية)